# GO Voyages
GO Voyages est une agence de voyage en ligne, appartenant au Groupe eDreams ODIGEO (en). La société a été créée en 1997 par Carlos Da Silva et ses associés après le rachat de la marque GO Voyages à Air France. Son slogan est "Choix, Prix, Simplicité".
Depuis 2011, GO Voyages fait partie du groupe eDreams Odigeo, qui possède également Opodo. En 2015, le groupe représentait un chiffre d'affaires de 463 millions d'euros, un EBITDA à 95,8 millions d'euros et 17 millions de clients en Europe.
Une nouvelle version du site a été lancée en 2015 pour proposer une navigation plus fluide et un design plus attrayant.
Le site est exploité par la société Vacaciones eDreams, S.L. société soumise au droit espagnol, inscrite au registre du commerce de Madrid, Tomo 36897, Folio 121, Hoja M-660117 dont le siège social est Calle Conde de Peñalver 5, 1 Ext. Izq., 28006, Madrid, Espagne.

## Historique
- 1997 : Création de la société par Carlos Da Silva et ses associés qui achètent la marque GO Voyages à Air France pour lancer l’activité de vente de billets d’avion.
- 1999 : GO Voyages lance son propre moteur de recherche de vols sur Internet et développe son concept de “marque blanche”, spécialement pensé pour les agences de voyages. La location d’un Boeing 737-800 aux couleurs de la marque sur 5 ans pérennise également l’activité charter de GO Voyages.
- 2000 : le groupe Accor entre au capital de GO Voyages avec une participation de 38,5 %. Il la portera à 60 % en 2002 et 100 % en 2004.
- 2002 : GO Voyages signe un accord de partenariat avec Lafayettevoyages.com du groupe Galeries Lafayette, qui devient le 500e site à intégrer le moteur de réservation en marque blanche[4].
- 2002 : Havas Voyages adopte à son tour le moteur de GO Voyages en marque blanche, proposant désormais des forfaits dynamiques (vols + hôtels)[5].
- 2002 : GO Voyages lance son activité de réservation d’hôtels à l’occasion du Salon Top Resa à Deauville.82006, après Galileo, Sabre et WorldSpan, intégration du GDS Amadeus au moteur de réservation[6].
- 2007 : la Financière Agache – Private Equity, (groupe Arnault) et la Compagnie nationale à portefeuille d'Albert Frère rachètent GO Voyages aux côtés de l'équipe dirigeante.
- 2009 : GO Voyages signe un partenariat technologique et stratégique avec Ecotour.com sur la vente des séjours packagés.
- 2009 : Lancement du site www.globonautes.com, un site de partage d’information, de récits de voyage et de photos ouverts à tous les voyageurs.
- 2009 : sur le modèle de www.govolo.es, création des sites anglais, irlandais, italien, portugais, hollandais, belge, allemand, autrichien et suisse.
- 2010 : Axa Private Equity (renommé Ardian en 2013), de nouveau associé à l'équipe dirigeante, rachète GO Voyages avec une participation de 58 % (groupe Arnault y réinvestit 10 %).
- 2010. Go Voyages lance son application iPhone[7].
- 2011 : GO Voyages fusionne avec eDreams. Ce rapprochement, soutenu par les deux actionnaires majoritaires, Ardian et Permira, a pour but de créer une agence de voyages en ligne pan-européenne. Ils acquièrent Opodo et Travellink et créent ensemble le Groupe eDreams ODIGEO.
- 2016 : Promovacances rachète le pôle séjours et packages de GO Voyages[8].

## Services
GO Voyages propose billets d'avion, séjours sur mesure ou séjours clé en main, hôtels, locations de vacances du bungalow à la villa, locations de voitures, croisières, sports d'hiver, etc.
GO Voyages propose un centre d’aide pour gérer sa réservation et répondre aux questions les plus courantes.
Des applications mobiles pour iPhone, Apple Watch et Android sont disponibles. Depuis juin 2016, ces applications permettent de recevoir des notifications de voyage à propos des retards de vols ou annulations, ainsi que le numéro du dépose-bagages.
En mai 2017, GO Voyages a lancé une nouvelle fonctionnalité20 à son système de paiement par cartes bancaires afin d’effectuer les réservations depuis les dispositifs mobiles. Les clients peuvent prendre une photo de leur carte de paiement qui rempliera automatiquement les champs nécessaires à la validation du paiement (numéro de carte, date de validité, nom du titulaire, etc).
GO Voyages est aussi présent sur les réseaux sociaux (Facebook, Twitter).
Elle dispose aussi d’un blog proposant des idées de voyage et des informations pratiques.
Go Voyages dispose d’un abonnement annuel appelé GO Prime. Les clients bénéficient de réductions sur les vols, les hôtels et la location de voiture  et d’un service client prioritaire. Le prix de l’abonnement est de 54,99 € par an, le montant de la réduction dépend de celui de la réservation : par exemple, sur une réservation de vol comprise entre 100 € et 199 € la réduction moyenne est de 40 €.
Ce modèle d’abonnement Prime a été lancé en France, aux États-Unis, en Allemagne, en Espagne, en Italie, au Portugal et au Royaume Uni. Il a atteint 2 millions d’abonnés en novembre 2021  et prévoit d’atteindre 7,25 millions d'abonnés d’ici la fin de l’année fiscale 2025.

## Critique
En février 2015, les sites Go Voyages, Opodo, eDreams, ainsi que d'autres sites de voyages et de compagnies aériennes, ont été mis en cause pour des pratiques jugées trompeuses par la DGCCRF, notamment en ce qui concerne la facturation de montants supérieurs à ceux annoncés aux clients. Ces sites ont fait l'objet de plaintes de la part de consommateurs. En effet, les prix de base sont réservés aux possesseurs de certaines cartes de paiement quasi inexistantes, et le prix à payer peut plus que doubler lorsque l'acheteur saisit son numéro de carte, sans qu'il n'en soit alerté. Après une première demande de modification de ces pratiques le 23 octobre 2015, non appliquée par le site, celui-ci se voit infliger par la DGCCRF une amende de 15 000 euros pour le motif "pratiques trompeuses en matière d'affichage des prix".
GO Voyages a une note de 7,9 sur 10 sur le site d’avis Trustpilot.com.

## Activités
- Vol sec
- Séjour
- Croisières fluviales et maritimes
- Thalasso
- Ski en France et à l'étranger
- Location de vacances en France et à l’étranger
- Autotours, combinés et circuits.

## L'international
La société a exporté son modèle dans 10 pays d'Europe, à savoir l’Espagne, le Royaume-Uni, l’Irlande, l’Italie, le Portugal, les Pays-Bas, la Belgique, l’Allemagne, l’Autriche et la Suisse.

## Chiffres clés
GO Voyages appartient au groupe eDreams Odigeo qui représentait en 2015, 463,3 millions de chiffre d'affaires, 17 millions de clients et 1 700 employés,.
Le groupe a récemment publié des résultats, avec un bénéfice net de 10,5 millions d'euros pour 1,6 million de réservations sur l'exercice achevé au 31 mars 2017.

## Dirigeants
Depuis 2015 la société est dirigée par Dana Dunne, CEO, et David Elizaga, CFO,